# Evonne Goolagong Cawley
Evonne Fay Goolagong Cawley AC MBE (sinh ngày 31 tháng 7 năm 1951) là một cựu vận động viên quần vợt số 1 thế giới người Úc. Cô là một trong những tay vợt hàng đầu thế giới trong những năm 1970 và đầu những năm 1980, là tay vợt số một của Úc sau khi Margaret Court giải nghệ. Goolagong Cawley giành được 14 danh hiệu Grand Slam: bảy danh hiệu đơn nữ (bốn tại Úc mở rộng, hai tại Wimbledon và một tại Pháp mở rộng), sáu danh hiệu đôi nữ, và một danh hiệu đôi nam nữ.

## Tuổi thơ
Sinh ra với tên là Evonne Fay Goolagong, cô là con thứ ba trong số tám người con  từ một gia đình thổ dân Úc. Cha mẹ cô, Kenny Goolagong (một người cắt lông cừu lưu động) và Melinda, là thành viên của người Wiradjuri. Cô sinh ra ở Griffith, New South Wales và lớn lên ở thị trấn nhỏ Barellan. Mặc dù người thổ dân phải đối mặt với sự phân biệt đối xử rộng rãi ở vùng nông thôn Úc vào thời điểm này, Goolagong đã có thể chơi quần vợt ở Barellan từ thời thơ ấu nhờ một người dân địa phương, Bill Kurtzman, người đã nhìn thấy cô đi qua hàng rào tại một sân quần vợt ở địa phương và khuyến khích cô đến chơi. Năm 1965, Vic Edwards, chủ sở hữu của một trường quần vợt ở Sydney, được hai trợ lý của ông gợi ý, đã đi đến Barellan để xem cô bé Goolagong thi đấu, và ngay lập tức nhìn thấy tiềm năng của cô. Anh thuyết phục cha mẹ của Goolagong cho phép cô chuyển đến Sydney, nơi cô theo học tại trường trung học nữ Willoughby. Tại đây, cô đã hoàn thành Chứng chỉ học năm 1968 và được Edwards huấn luyện cùng lúc và sống trong gia đình của anh.

## Sự nghiệp và thành công tại các giải Grand Slam
Với bảy chức vô địch, Goolagong đứng thứ 12 trong danh sách những người giành nhiều giải vô địch đơn nữ mọi thời đại và kết thúc sự nghiệp của cô với 82 danh hiệu đơn nữ. Cô đã giành được các danh hiệu đơn và đôi tại Giải Úc và Pháp và Wimbledon, cô chưa bao giờ giành chiến thắng tại Mỹ mở rộng. Cô đã giành được bảy danh hiệu đơn Grand Slam trong sự nghiệp của mình, vào đến mười tám trận chung kết đơn Grand Slam. Trong những năm 1970, cô đã chơi trong mười bảy trận chung kết đơn Grand Slam, một kỷ lục cho bất kỳ tay vợt nam hay nữ nào. Từ lần xuất hiện cuối cùng của cô tại trận chung kết Grand Slam đầu tiên vào tháng 1 năm 1971, đến tháng 12 năm 1977 khi cô giành giải Grand Slam cuối cùng của thập niên 1970, cô đã chơi trong 21 giải đấu Grand Slam. Bốn thất bại duy nhất của cô trước trận chung kết là từ giải Mỹ mở rộng 1972 ở vòng ba; Wimbledon 1974, nơi cô đã bị đánh bại trong một trận tứ kết; và ở giai đoạn bán kết ở cả hai giải Pháp mở rộng và Wimbledon năm 1973. Vào năm 1971, 1975, 1976 và 1977, Goolagong lọt vào trận chung kết của mọi giải Grand Slam mà cô thi đấu. Trong khoảng thời gian từ năm 1973 đến 1978, cô đã lọt vào trận chung kết của hầu hết các sự kiện đơn nữ Grand Slam mà cô tham gia. Ngoại lệ duy nhất là Wimbledon, nơi cô chỉ chơi hai trận chung kết trong giai đoạn đó, 1975 và 1976, và thua cả hai; cô đã thua năm 1973 trước nhà vô địch Billie Jean King ở bán kết, năm 1974 trước Kerry Melville của Úc tại vòng tứ kết, và năm 1978 là nhà vô địch cuối cùng Martina Navratilova ở bán kết; cô không tham gia giải này năm 1977, năm con gái cô chào đời. Cũng trong năm 1974, cô hợp tác với Peggy Michel để giành danh hiệu Đôi nữ. Cô đã giành được danh hiệu đôi nữ tại Úc mở rộng năm lần và Pháp mở rộng một lần, cũng như đôi nam nữ tại Pháp mở rộng một lần.